# 察罕章
察罕章，元朝对中国云南西北部一个民族和其居住地区的称呼。“察罕”意为“白”，“章”何意未有定论。
为族，大致指现今的白族或纳西族；为地，则指今丽江地区。1254年，蒙古帝国占领丽江地区，在当地置察罕章管民官。